# Antonio Borghesi
Antonio Borghesi (Bolzano, 30 settembre 1949 – Verona, 23 febbraio 2017) è stato un politico italiano, Capogruppo dell'Italia dei Valori alla Camera dei deputati negli ultimi mesi della XVI legislatura.

## Biografia
Laureatosi nel 1972 presso l'Università degli Studi di Padova, è stato professore ordinario di economia e gestione delle imprese presso la facoltà di economia dell'Università degli Studi di Verona. I temi delle sue ricerche hanno toccato in particolar modo la gestione dei rischi nelle imprese, il servizio logistico e l'organizzazione della supply chain. È stato fondatore del LogiMaster, Master in Logistica Integrata - Supply Chain Integrated Management dell'Università di Verona.
Nel 1995 è stato eletto, come indipendente, Presidente della provincia di Verona. Successivamente ha aderito alla Lega Nord.
Nel 1998 è uscito dalla Lega per aderire alla Liga Veneta Repubblica, partito allora marcatamente indipendentista, per il quale è stato eletto consigliere provinciale.
Alle elezioni politiche del 2001 si candida per la lista Di Pietro-Italia dei Valori al Senato senza essere eletto nel collegio di Verona città.
Nel 2002 è candidato per la sola IdV a sindaco di Verona, ottenendo l'1,25% dei voti, non riuscendo a entrare in Consiglio Comunale.
È stato eletto deputato alle elezioni politiche del 2006 e riconfermato nel 2008 per il partito dell'Italia dei Valori.
Il 5 maggio 2008 è eletto vice-capogruppo vicario dell'IdV alla Camera dei Deputati.
Nel 2010 presenta un ordine del giorno per la soppressione dei vitalizi dei deputati in carica e di quelli cessati dal mandato parlamentare. L'ordine del giorno sarà respinto con 22 sì e 498 no.
Secondo il sito OpenParlamento, che supervisiona le attività di deputati e senatori, al 27 maggio 2011 Antonio Borghesi è il deputato con il tasso di produttività più alto, pari cioè a 896,7, avendo partecipato, tra presenze e missioni, al 78.65% delle sedute parlamentari, riportando un tasso di assenteismo pari solo al 13.92% circa.
Dall'8 novembre 2012 sostituisce il dimissionario Massimo Donadi come nuovo Capogruppo dell'Italia dei Valori alla Camera dei deputati, carica che mantiene fino al termine della legislatura.
Alle elezioni politiche del 2013 è candidato al Senato con Rivoluzione Civile, ma non sarà eletto a causa del mancato raggiungimento della soglia di sbarramento.
Candidato alla segreteria dell'IdV dopo le dimissioni di Antonio Di Pietro, si ritirerà due giorni prima delle primarie per sostenere il candidato Niccolò Rinaldi.
A maggio 2015 annuncia pubblicamente sul proprio blog di essere affetto da un tumore, a causa del quale morirà poi il pomeriggio del 23 febbraio 2017.